# Florentino Ameghino (paleontoloog)
Florentino Ameghino (Moneglia, Italië, 19 september 1853 – La Plata, 6 augustus 1911) was een Argentijns geoloog, paleontoloog, zoöloog en antropoloog.

## Leven
Ameghino was een autodidact die zich vooral in de zuidelijke Pampas bezighield met de studie van de geologie, paleontologie en zoölogie. Hij verzamelde een van de grootste collecties aan fossielen van de wereld in die tijd, waarmee hij talrijke geologische en paleontologische studies verrichtte. Hij verdiepte zich ook in de mogelijke aanwezigheid van de prehistorische mens in de Pampa's en poneerde enkele stellingen over de oorsprong van de menselijke aanwezigheid in Zuid-Amerika.
Ameghino volgde na zijn basisopleiding twee jaar een opleiding tot leraar. Van 1871 tot 1877 was hij leraar, later directeur, van de gemeentelijke school van Mercedes. Van 1878 tot 1882 was hij in Europa. Bij zijn terugkeer aanvaardde hij een leerstoel aan de afdeling zoölogie van de universiteit van Cordoba, die hem de titel doctor honoris causa verleende. Weer een jaar later kreeg hij een leerstoel in La Plata. Hij werkte als onderdirecteur van het La Plata Museum korte tijd samen met Francisco Moreno. Vanaf 1888 was hij directeur van de paleontologische afdeling. In 1902, na het overlijden van Carlos Berg, volgde zijn benoeming tot directeur van het Bernardino Rivadavia Natural Sciences Museum in Buenos Aires.

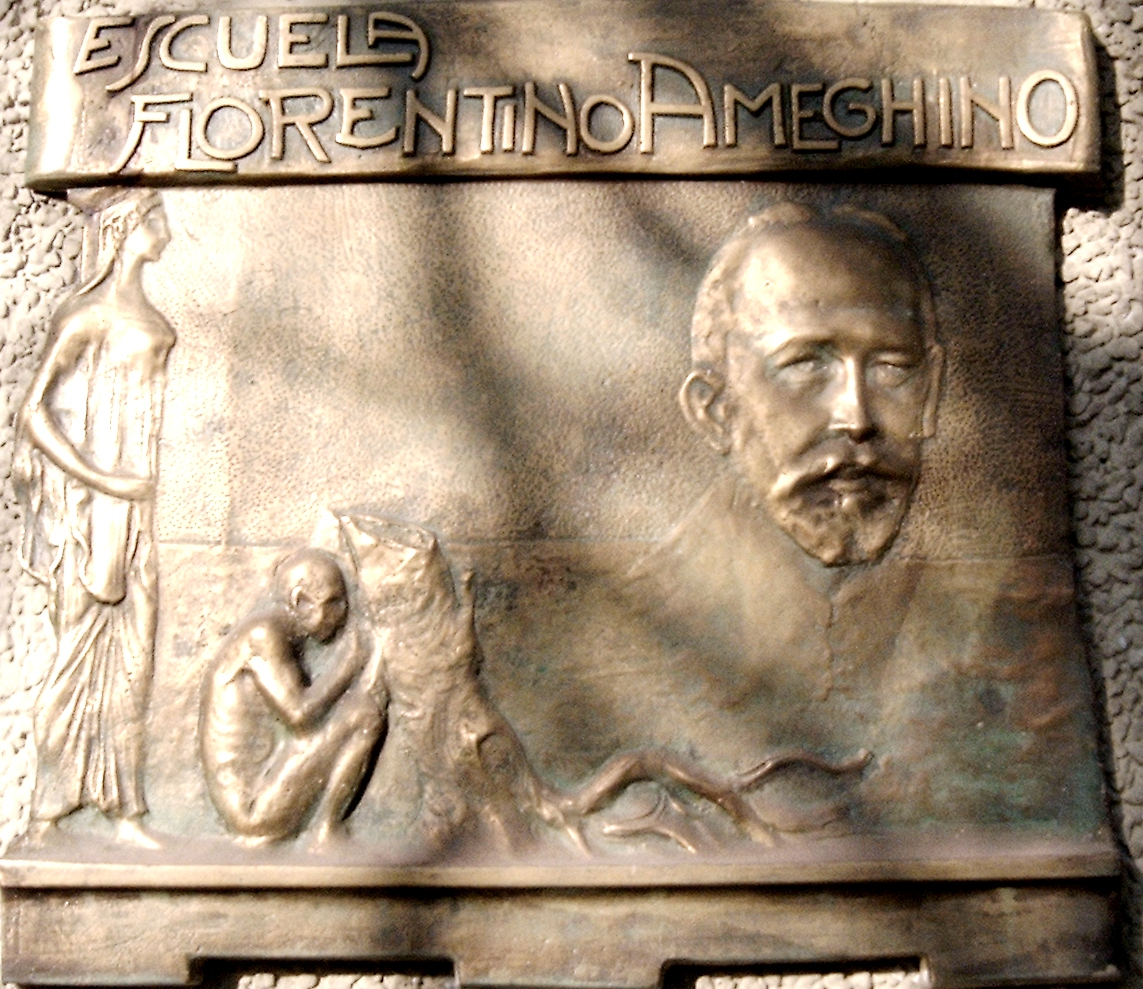
Hommage aan Florentino Ameghino, door Erminio Blotta

Hij overleed aan diabetes. 

## Eerbetoon
- De krater Ameghino op de maan is naar hem genoemd.
- De regio Florentino Ameghino (partido) en de hoofdplaats Ameghino in het noordwesten van de provincie Buenos Aires zijn ook naar hem genoemd.
- Tevens draagt ook een wetenschappelijk tijdschrift over paleontologie de naam Ameghiniana.